# Hidžázský vilájet
Hidžázský vilájet (arabsky ولاية الحجاز‎, Wilajat al-Ḥidžáz, osmansky ولايت حجاز‎, Vilâyet-i Hicaz) byla administrativní jednotka nejvyšší úrovně (vilájet) Osmanské říše v oblasti Hidžázu v Arábii od roku 1872 do roku 1916. Na začátku 20. století měl údajně rozlohu 250 000 km². Vilájet zahrnoval celé území od jižní hranice Syrského vilájetu, jižně od města Ma'án, po severní hranici Jemenského vilájetu, severně od města Al-Lith.
Navzdory nedostatku přírodních zdrojů měl region jako kolébka islámu velký politický význam a byl zdrojem legitimity nadvlády Osmanů. Hlavním zdrojem příjmů obyvatelstva dvou svatých měst byly finanční příspěvky státu a zakát, ale důležitým zdrojem příjmů byl také obchod generovaný poutí do Mekky.
V Hidžázu byly dislokovány osmanské vojenské jednotky v síle jedné divize (fırka) náležející k osmanské sedmé armádě v Jemenu. Mimo města byla osmanská autorita slabá. Stálé posádky sídlily pouze v Medíně a Džiddě.

## Dějiny

### Okolnosti

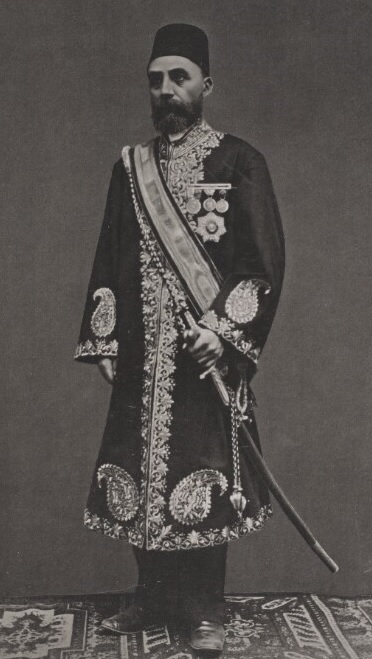
Osman paša, hidžázský válí v letech 1882 až 1886

Sultán Selim I. porazil v roce 1517 mamlúcký sultanát a převzal Egypt. Hidžáz byl v té době pod mamlúckou suzerenitou a spoléhal na Egypt při dovozu obilí, byl také ohrožen agresivním portugalským námořnictvem v Rudém moři. V důsledku toho tehdejší emír Mekky, Birikát ibn Muhammed Hasíní, poslal svého 12letého syna Muhammada do Egypta a slíbil svou věrnost osmanskému sultánovi spolu s klíč k Mekce. Sultán dovolil emírovi z Mekky zůstat u moci výměnou za loajalitu vůči němu. Aby posílil svoji legitimitu v Hidžázu a v muslimském světě, přijal sultán titul ochránce dvou svatých mešit. Zpočátku Osmané spravovali Hidžáz prostřednictvím egyptského ejáletu a šarif z Mekky reprezentoval sultánovu moc v oblasti. Správa později přešla na beje z Džiddy a džiddský ejálet byl později přeměněn na Hidžázský vilájet s válím v Mekce.

### Saúdská intervence
Od 50. let 18. století začali hrozbu pro stabilitu Hidžázu představovat wahhábští muslimové, puritánská sekta z Nadždu podporovaná vlivnou rodinou Saúdů. V roce 1801, kdy byla pozornost osmanské porty odkloněna k francouzské invazi do Egypta, přemohli wahhábisté místní hidžázskou obranu a dobyli svatá města. Džiddský bej dočasně získal Mekku zpět, ale nakonec byl v roce 1806 wahhábisty poražen. Wahhábisté začali ve svatých městech uplatňovat své přísné náboženské doktríny; zmínka o sultánovi byla během pátečních kázání zakázána, úředníci ze čtyř madhabů (škol islámského práva) byli propuštěni a nahrazeni wahhábisty. Počátkem roku 1807 nařídil vůdce wahhábistické armády Ibn Saúd vyhnat všechny poutníky a jednotky věrné emírovi z Mekky, později následovalo plenění města. Tvrdilo se, že Ibn Saúd zakázal karavany poutníků, které byly doprovázeny trubkami a bubny, což bylo v rozporu s wahhábistickými doktrínami.
Osmanská vláda nebyla s to čelit wahhábistům a v letech 1809 – 1810 přikázala mocnému Muhammadovi Alí pašovi z Egypta, aby je porazil. Muhammad Alí paša vyslal v roce 1811 armádu pod velením svého syna Tusun paši, který v roce 1812 Medinu úspěšně dobyl a Mekku v roce 1813. Během tažení Tusun paša onemocněl a zemřel a byl nahrazen svým mladším bratrem Ibráhímem pašou. Ten pokračoval v tažení až do Nadždu, přičemž válka skončila až v září 1818, porážkou a zničením prvního saúdského státu. Od roku 1818 do roku 1845 byla oblast spravována Egyptem, dokud v důsledku druhé turecko-egyptské války nebyl Muhammad Ali nucen vrátit Hidžáz pod sultánovu pravomoc. Osman paša byl poté jmenován hidžázským bejem, hranice ejáletu byly lépe určeny a emirát Mekka obnoven.

### Období vilájetu

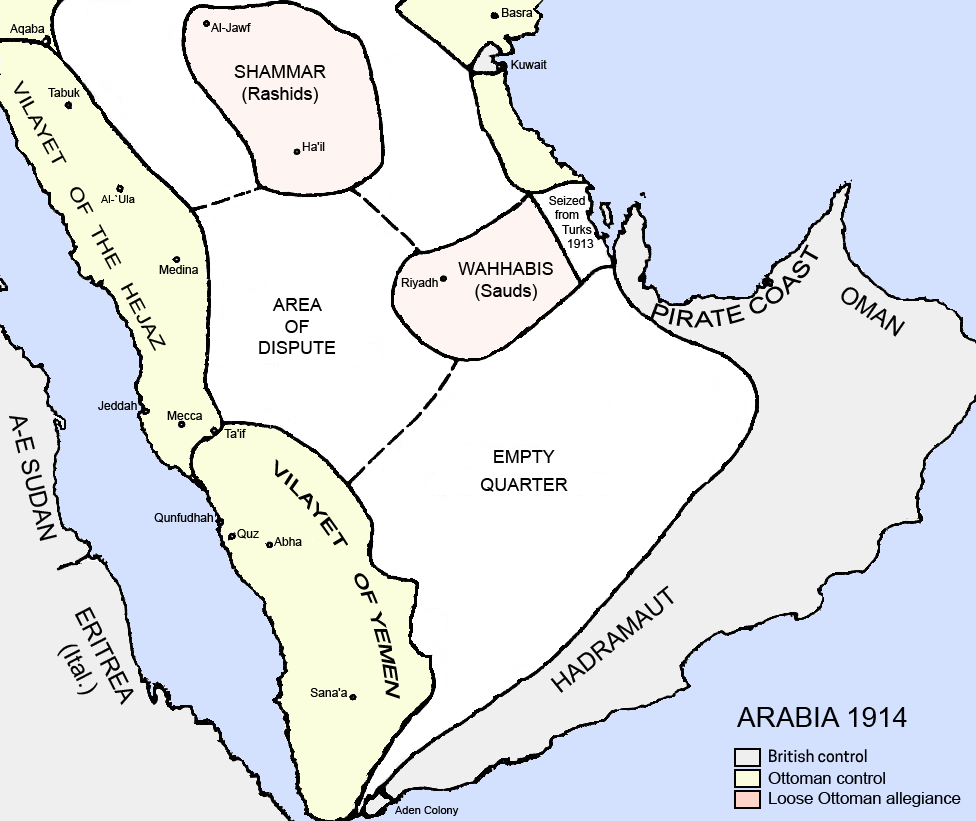
Arabský poloostrov v roce 1914

Koncem 60. let 19. století byla do Hidžázu vyslána komise ke reorganizaci správy a v následujících desetiletích došlo k zavedení příslušných reforem. Hidžáz byl v roce 1872 reorganizován na vilájet podle zákona z roku 1864. Provincie byla rozdělena na sandžaky, kazy a nahije. Správním střediskem se stala Mekka a v Medíně a Džiddě byla ustanoveny sandžaky. Administrativní struktura Hidžázu byla reformována, ale některé změny přijaté ve zbytku říše zde nebyly zavedeny.
Města Mekka a Medina byla osvobozena od placení daní a ve skutečnosti jim byly z osmanské pokladny poskytovány příspěvky zvané surre, které měly být distribuovány chudým v obou městech. Oblast Hidžáz je poprvé získala za vlády abbásovského chalífy Al-Muqtadira v desátém století, poté se stalo zvykem, že tuto podporu posílali další chalífové a sultáni. Kromě obyvatel Mekky a Mediny z nich však obyvatelé jiných měst a vesnic tolik netěžili. Dotace byly vypláceny také významným kočovným šejkům, kteří byli s to v oblasti narušit průchod poutníků. Celá provincie byla také osvobozena od vojenské služby; pokusy o zrušení této výjimky byly zablokovány mekkánským šarífem.
Kromě šarífovy osobní stráže, která měla 500 mužů udržovali Osmané v oblasti posádky pod velením důstojníků o celkové síle 7 000 vojáků. Řádné posádky byly umístěny ve městech Mekka a Medina a jejich hlavním úkolem bylo střežit karavanní cesty poutníků a později i hidžázskou dráhu, která byla blokována příslušníky místních kmenů požadujících platby za její průjezd. Malé posádky byly umístěny v Džiddě, Janbú a Táifu. Mimo tato sídla Osmané oblast nekontrolovali a na silnicích byly běžné loupeže a vraždy, například cesta z Medíny do Janbú vyžadovala silný ozbrojený doprovod.
Hidžázská dráha byla zprovozněna v roce 1908 a spojovala Medinu s Damaškem, ale železnice byla během první světové války vážně poškozena a později opuštěna. V roce 1916 se šaríf Husajn ibn Alí al-Hášimí v důsledku korespondence Henrym McMahonem prohlásil hidžázským králem.

## Administrativní dělení
Vilájet se dělil na tři sandžaky:
1. Mekkánský sandžak

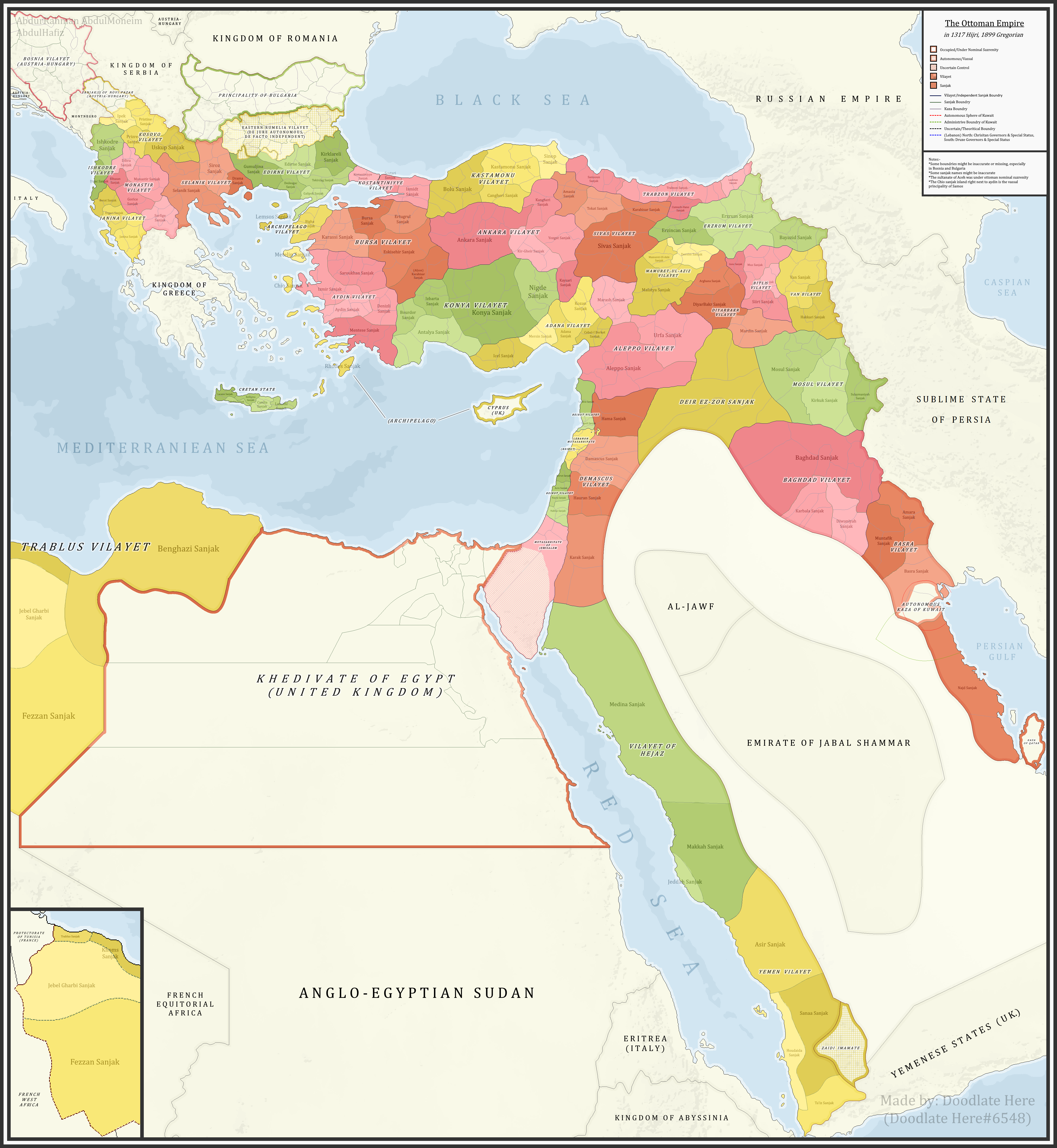
Mapa zobrazující administrativní rozdělení Osmanské říše v roce 1899 včetně Hidžázského vilájetu a jeho sandžaků

2. Medínský sandžak (stal se nezávislým sandžakem v létě 1910)[21]
3. Džiddský sandžak

## Obyvatelstvo
Přesný počet obyvatel v té době nebylo možno určit zejména kvůli mobilitě beduínů a poutníků a také kvůli neschopnosti osmanských úřadů provést v Arábii sčítání lidu. Osmanské sčítání z roku 1885 uvádí počet 3 500 000. Podle Williama L. Ochsenwalda žilo na konci 19. století v Hidžázu včetně Asíru asi 400 000 až 800 000 obyvatel.
Většina populace nebyla usedlá a zahrnovala kočovníky a polokočovníky, kteří se živili chovem dobytka. Beduínské kmeny ovládaly region a osmanská kontrola nad nimi byla většinou nepřímá prostřednictvím jmenovaných správců v Medíně a Džiddě, kteří umožňovali všude místní vládu.

## Hospodářství
Ekonomika vilájetu se do značné míry opírala o každoroční hadždž a umru, kdy muslimové z celého světa cestují do Mekky a Medíny. Význam pouti byl takový, že většina obyvatel obou měst na nich založila svoji obživu. Mnoho obyvatel pracovalo jako průvodci poutníků, velbloudů, stavěli a poskytovali ubytování pro poutníky, prodávali nebo rozváželi zázračnou vodu zamzam. Jiní pracovali při údržbě mešity al-Haram a mešity al-Nabawi jako metaři, strážci dveří, sluhové, vedoucí modliteb, kazatelé nebo čističi svíček. Z těchto povolání byli nejpočetnější průvodci poutí. Tito průvodci měli za úkol zajistit poutníkovo ubytování, dopravu, působit jako překladatelé a obecně provázet poutníka požadovanými rituály a modlitbami. Kromě peněz, které obdržel od poutníka, průvodce mohl také provádět jeho jménem jakékoli platby.
Z oblasti se zejména vyvážely datle, henna, kůže, mekkánský balzám, arabská guma, perleť a zamzamská voda. Vzhledem k omezenému množství místních přírodních zdrojů se drtivá většina produktů musela dovážet, což přetrvalo až do počátku dvacátého století.
Obchodním centrem regionu bylo přístavní město Džidda, které bylo hlavním přístavem na Rudém moři. Jelikož přístav ležel na obchodní cestě s kávou z Jemenu a obchodní cestě z Indie, pravidelně jím proplouvaly lodě z Arábie, Indie, Afriky a jižní Evropy, přičemž většina evropských obchodníků si v přístavu zřizovala kanceláře. Cla vybíraná v přístavu byla dalším zdrojem příjmů jak pro vilájet, tak pro emirát Mekka. Otevření Suezského průplavu v roce 1869 mělo negativní dopad na obchodování v Džiddě, protože parníky mohly zakotvit v menších přístavech na Rudém moři jako Janbú.
Kvůli velmi teplému a suchému podnebí nemohlo být zdejší hospodářství založeno na zemědělství. Zemědělství bylo možné pouze v oázách a na zavlažovaných okrajích velkých měst, přičemž primární pěstovanou plodinou byly datle. Polokočovné kmeny se také zabývaly zemědělstvím nebo pásly ovce a velbloudy.

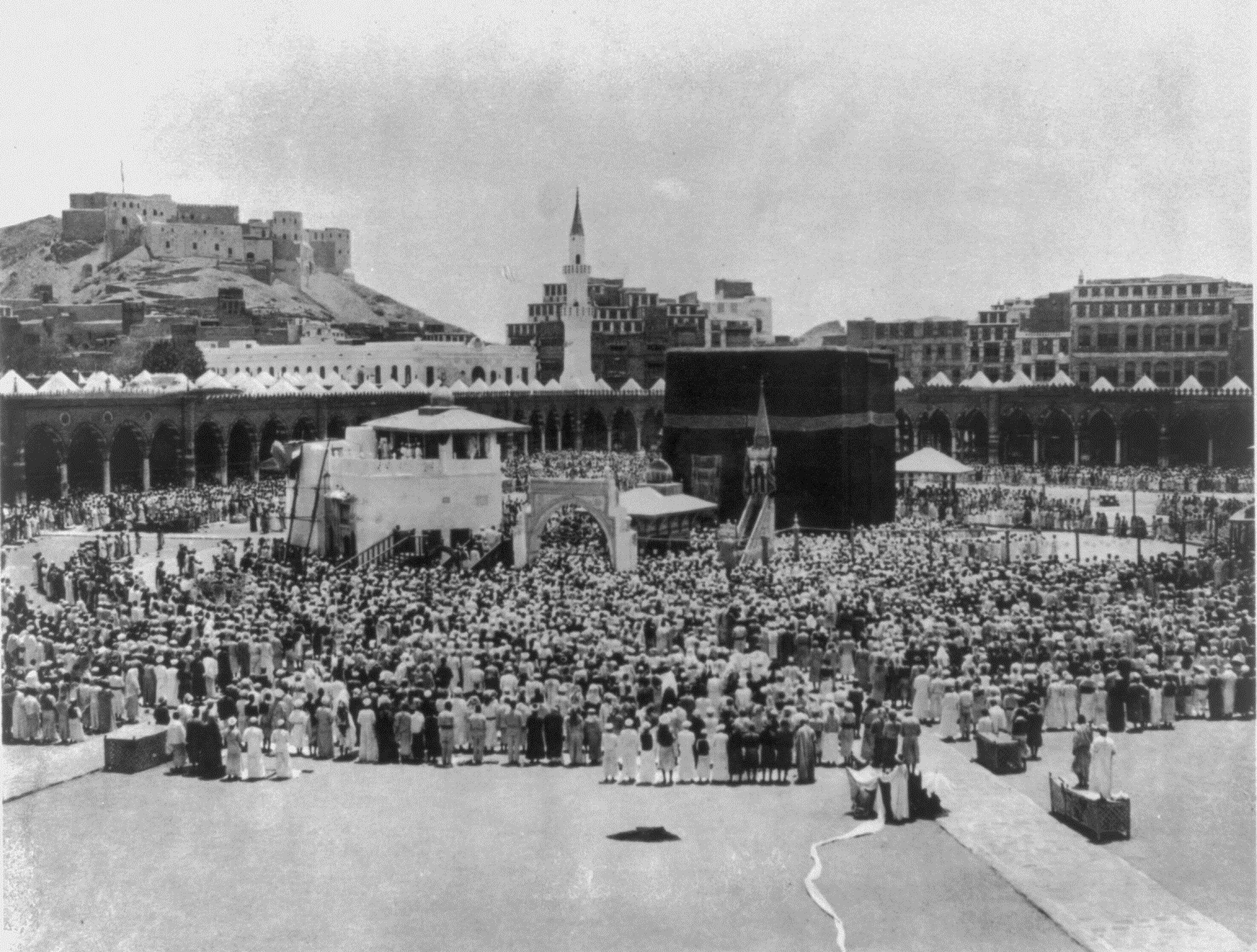
Ka'ba v Mekce (1889)
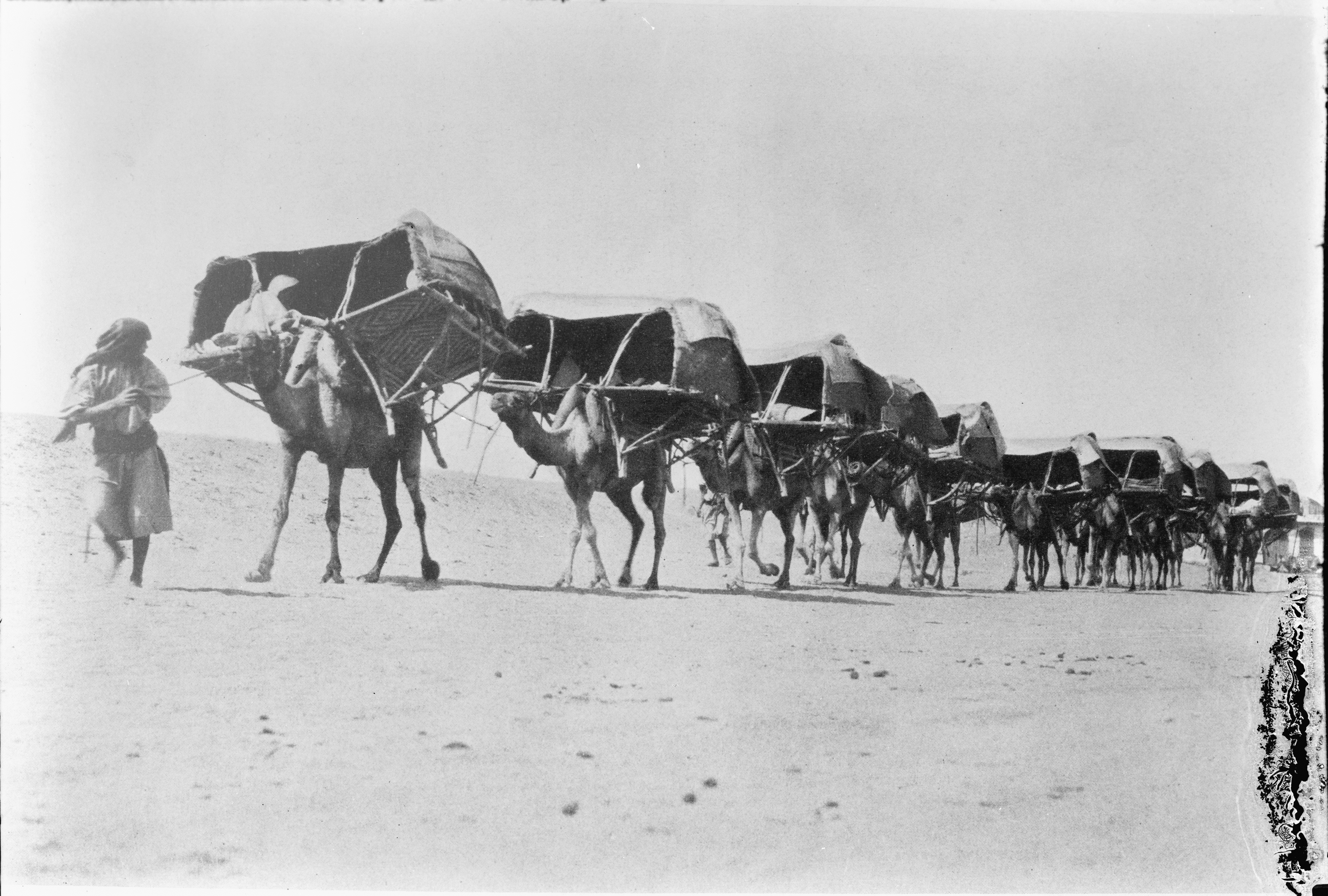
Karavana s poutníky (1910)
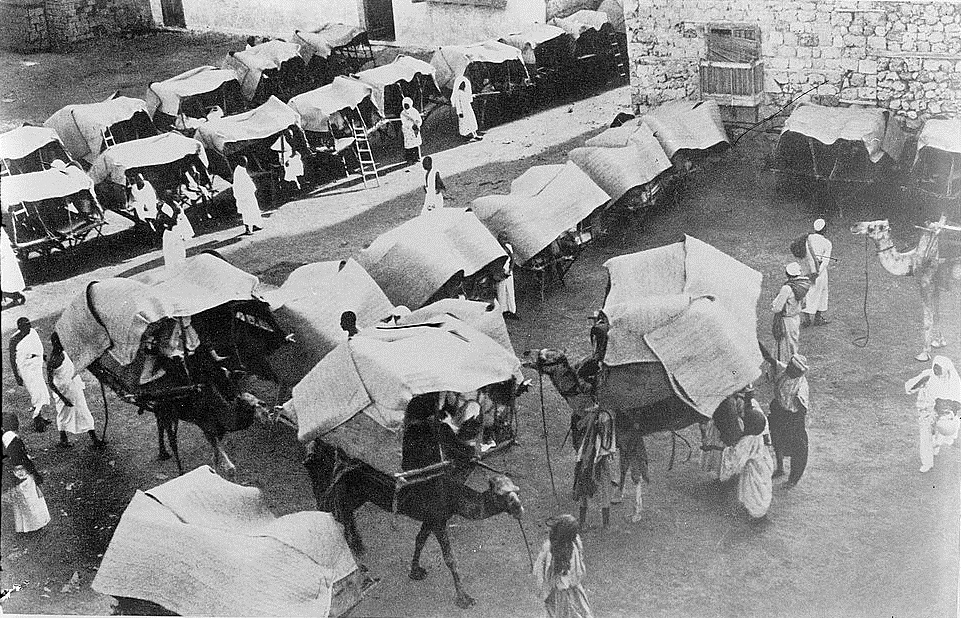
Stanovště velbloudů (1910)